# Доронович Мойсей Захарович
Мойсе́й Заха́рович Дороно́вич (4 (16) вересня 1828, село Кумарі Балтського повіту Подільської губернії — 9 (21) вересня 1891, Кам'янець-Подільський) — краєзнавець Поділля, священник.

## Біографія
Мойсей Захарович Доронович народився 4 вересня (16 вересня за новим стилем) 1828 року на окраїні Подільської губернії — в селі Кумарі Балтського повіту (нині Первомайського району Миколаївської області). Його батько Захарія Доронович був священником у Кумарах від 1825 року. У 1843–1850 роках він був настоятелем храму в селі Гаврилівці (нині Кам'янець-Подільського району). У 1850–1868 роках його наступником у Гаврилівцях був його син Филимон (старший брат Мойсея Дороновича) .
1851 року Мойсей Доронович закінчив зі ступенем студента Подільську духовну семінарію в Кам'янці-Подільському. 8 (20) листопада 1851 року його рукопокладено в священики в селі Нетечинці Летичівського повіту (нині Віньковецького району Хмельницької області).
Від 1855 року Доронович мешкав у Кам'янці-Подільському, послідовно був священиком чотирьох міських церковних парафій. Спочатку, у 1855–1868 роках, він був настоятелем Покровської церкви на Руських фільварках. Тут він облаштував нову Покровську церкву — кам'яну, освячену 22 жовтня (3 листопада) 1861 року.
У 1868–1870 роках Доронович був законовчителем Кам'янець-Подільського жіночого духовного училища на Польських фільварках і священником його домової церкви.
Від 1870 року — настоятель Миколаївської церкви в Старому місті, від 6 (18) вересня 1879 року — Георгіївської церкви на Польських фільварках.
10 (22) квітня 1885 року Мойсея Дороновича призначено кафедральним протоієреєм Казанського православного собору в Старому місті .
Від 1865 року член Подільського єпархіального історико-статистичного комітету. 1890 року став одним із засновників Кам'янець-Подільського давньосховища (нині Кам'янець-Подільський історичний музей-заповідник).
Помер Мойсей Доронович 9 вересня (21 вересня за новим стилем) 1891 року в Кам'янці-Подільському. За п'ять днів до смерті йому виповнилося 63 роки.

## Праці
Автор праць:
- «Вірмени на Поділлі та їхня перша церква в Кам'янці-Подільському» (1878),
- «Передмістя Кам'янця-Подільського Руські фільварки до 19 століття» (1888).

Праця «Вірмени на Поділлі», вміщена в другому випуску «Трудів Подільського єпархіального історико-статистичного комітету», по суті є монографією. В ній уперше в історіографії краю ґрунтовно розглянуто та узагальнено життя вірменських колоній та їхні вірування в 13—19 століттях .